# بطولة العين الدولية للإستعراضات الجوية

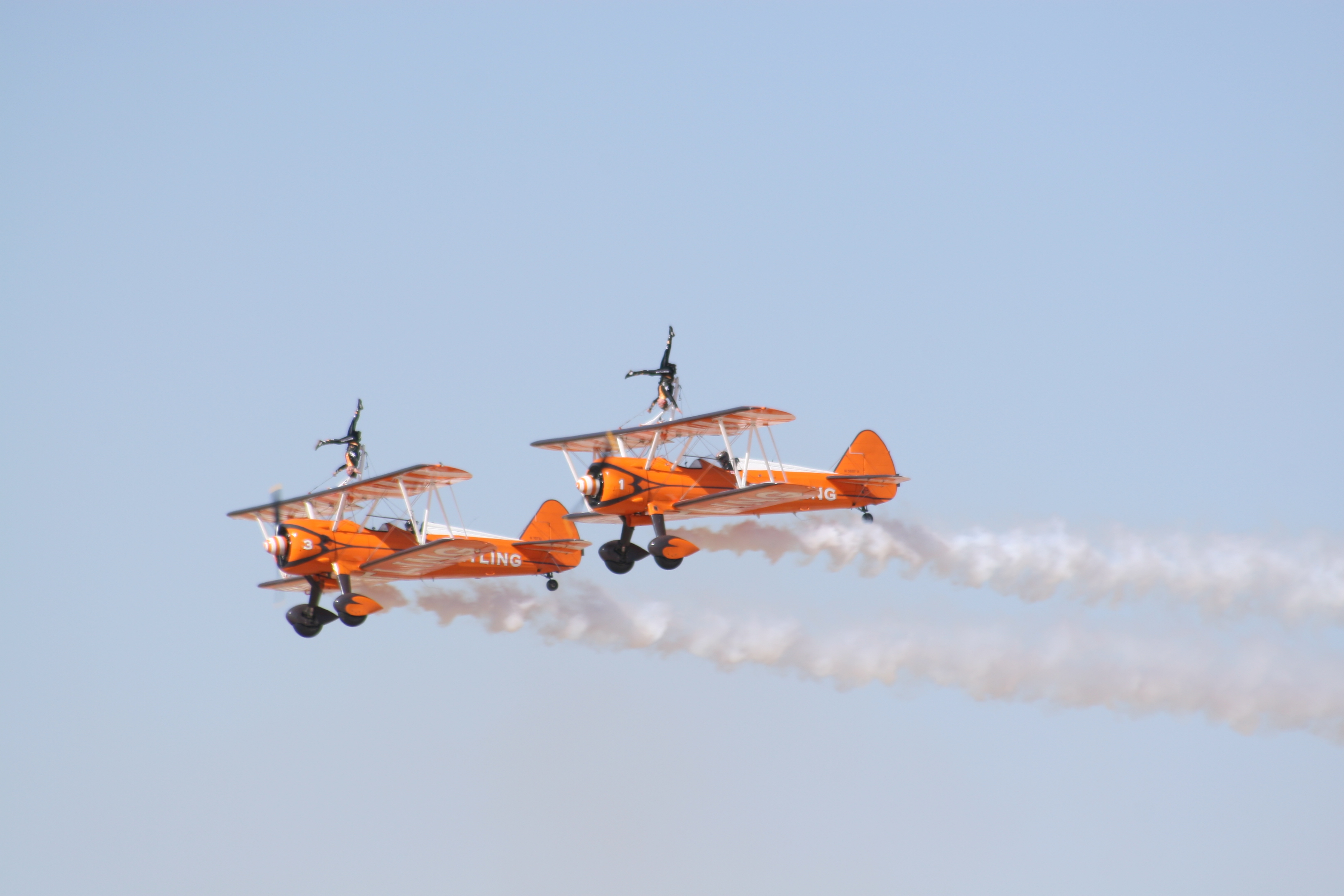

بطولة العين الدولية للاستعراضات الجوية هي بطولة ومعرض استعراض جوي يعقد كل سنتين  في مطار العين الدولي بمدينة العين، الإمارات العربية المتحدة 
تنظمها هيئة أبوظبي للسياحة والقوات الجوية والدفاع الجوي وتستقطب البطولة مشاركة إقليمية ودولية واسعة ويتضمن برنامجها سلسلة من المفاجآت والفعاليات وعروض الطائرات والأنشطة الترفيهية والكرنفالات  التي تحرص اللجنة المنظمة على توفيرها لكافة زوار الحدث الذي يستمر على مدى 3 أيام.  

## وصلات خارجية
- الموقع الرسمي لبطولة العين الدولية للاستعراضات الجوية.